# STS-69
STS-69 e седемдесет и първата мисия на НАСА по програмата Спейс шатъл и девети полет на совалката Индевър. Основните задачи на мисията са провеждане на серия от експерименти с помощта на възвръщаемия спътник SPARTAN 201 и отделяемия спътник Wake Shield Facility (WSF).

## Екипаж
| Пост                                               | Астронавт                              |
| Командир                                           | Дейвид Уокър четвърти космически полет |
| Пилот                                              | Кенет Кокрил втори космически полет    |
| Специалист на мисията 1 командир на полезния товар | Джеймс Вос трети космически полет      |
| Специалист на мисията 2                            | Джеймс Нюман втори космически полет    |
| Специалист на мисията 3                            | Майкъл Гернхарт първи космически полет |

- Броят на полетите е преди и включително тази мисия.

## Полетът
По време на 11-дневната мисия е проведен вторият няколкодневен свободен полет на Wake Shield Facility (WSF). В него се извършва нанасяне на тънки слоеве в условията на почти идеален вакуум, какъвто е в открития космос.
Също така екипажът на совалката извежда на 8 септември за трети автономен полет научноизследователския спътник „SPARTAN 201“ (на английски: Shuttle Pointed Autonomous Research Tool for AstroNomy – SPARTAN) за наблюдение на слънчевата корона. След две денонощия автоматична работа на апарата, той е захванат с манипулатора на совалката и върнат в товарния отсек на совалката.
Проведено е едно излизане в открития космос с продължителност от 6 часа и 46 минути за изпробване на нови монтажни техники за Международната космическа станция и тестване на нови термични подобрения на използваните космически скафандри.
По време на мисия STS-69 е проведен първият от пет планирани полета на International Extreme Ultraviolet Hitchhiker (IEH-1) за измерване и наблюдение на дългосрочните колебания в размера на absolute extreme ultraviolet (EUV) поток, идващ от Слънцето, и изучаване на EUV емисиите от плазма на системата около Юпитер с произход от спътника му Йо.
Друг полезен товар на борда на совалката са:
- Electrolysis Performance Improvement Concept Study (EPICS);
- Експеримент по поръчка на Националния институт по здравето (National Institutes of Health – Cells-4 (NIH-C4)) за загуба на костна маса (остеопороза)по време на космически полет;
- биологични изследвания в Biological Research in Canister – 6 (BRIC-6);
- CMIX-4 – включва анализ на клетъчните промени в условията на микрогравитация;
- проучване на нервно-мускулното развитие и нарушения в Commercial Generic Bioprocessing Apparatus – 7 (CGBA-7). CGBA е второстепенен полезен товар, който служи за събиране на данни при тестване на фармацевтични продукти, експерименти в областта на медицината, биотехнологиите, селско стопанство и околната среда.
- The Thermal Energy Storage (TES-2). Tова е полезен товар, предназначен за получаване на данни за поведението на някои вещества за съхранение на енергия (литиев флуорид, калциев флуорид и др.), като се подлагат на повторно топене и изстиване в условията на микрогравитация.

## Параметри на мисията
- Маса:
  - При кацане: ? кг
  - Маса на полезния товар: 11 499 кг
- Перигей: 321 км
- Апогей: 321 км
- Инклинация: 28,45°
- Орбитален период: 91,4 мин.

### Космически разходки
| № | Участници                    | Начало                      | Край                    | Продължителност  |
| - | ---------------------------- | --------------------------- | ----------------------- | ---------------- |
| 1 | Джеймс Вос и Майкъл Гернхарт | 16 септември 1995 08:20 UTC | 16 септември 1995 15:06 | 6 часа 46 минути |

## Галерия
- Стартът на мисия STS-69, 7 септември 1995.
- Астронавтът Майкъл Гернхарт, захванат от „ръката“ на совалката на фона на Земята.